# Voltor cap-roig
El voltor cap-roig (Sarcogyps calvus) és una espècie d'ocell de la família dels accipítrids (Accipitridae), única espècie del gènere Sarcogyps (Lesson, 1842). Habita estepes i deserts, sovint prop de l'hàbitat humà, de l'Àsia meridional, al Pakistan, l'Índia, el Nepal, sud-oest de la Xina i Sud-est Asiàtic. El seu estat de conservació es considera en perill crític d'extinció.